# Лак-кі-Парл (округ, Міннесота)
Шаблон:StateAbbr_ 45°00′ пн. ш. 96°11′ зх. д. / 45° пн. ш. 96.18° зх. д.
Округ Лак-кі-Парл (англ. Lac qui Parle County) — округ (графство) у штаті Міннесота, США. Ідентифікатор округу 27073.

## Історія
Округ утворений 1871 року.

## Демографія
За даними перепису 
2000 року 
загальне населення округу становило 8067 осіб, усе сільське.
Серед мешканців округу чоловіків було 4006, а жінок — 4061. В окрузі було 3316 домогосподарств, 2225 родин, які мешкали в 3774 будинках.
Середній розмір родини становив 2,96.
Віковий розподіл населення поданий у таблиці:
| Стать    | До 15 років | 15-21 | 22-29 | 30-39 | 40-49 | 50-65 | 65-85 | Понад 85 |
| -------- | ----------- | ----- | ----- | ----- | ----- | ----- | ----- | -------- |
| Чоловіки | 797         | 412   | 232   | 426   | 690   | 648   | 684   | 117      |
| Жінки    | 756         | 328   | 196   | 440   | 624   | 643   | 825   | 249      |

## Суміжні округи
- Біг-Стоун — північ
- Свіфт — північний схід
- Чиппева — схід
- Єллоу-Медісін — південь
- Дул, Південна Дакота — південний захід
- Ґрант, Південна Дакота — північний захід

## Виноски
1. ↑  US Decennial Census. US Census Bureau. Архів оригіналу за 4 квітня 2018. Процитовано 21 жовтня 2014.
2. ↑  Historical Census Browser. University of Virginia Library. Архів оригіналу за 11 серпня 2012. Процитовано 21 жовтня 2014.
3. ↑  Population of Counties by Decennial Census: 1900 to 1990. US Census Bureau. Архів оригіналу за 4 серпня 2014. Процитовано 21 жовтня 2014.
4. ↑  Census 2000 PHC-T-4. Ranking Tables for Counties: 1990 and 2000 (PDF). US Census Bureau. Архів оригіналу (PDF) за 18 грудня 2014. Процитовано 21 жовтня 2014.
5. ↑  State & County QuickFacts. Бюро перепису населення США. Архів оригіналу за 7 червня 2011. Процитовано 1 вересня 2013.(англ.) Наведено за англійською вікіпедією.
6. ↑  American FactFinder. Бюро перепису населення США. Архів оригіналу за 20 березня 2010. Процитовано 31 січня 2008.

| США | Це незавершена стаття з географії США. Ви можете допомогти проєкту, виправивши або дописавши її. |